# Муравьёвка (Амурская область)
Муравьёвка — село в Тамбовском районе Амурской области, Россия.
Административный центр Муравьёвского сельсовета (сельского поселения).

## История
Село основано в 1902 году, названо в честь великого русского государственного деятеля, исследователя Приамурья — Николая Николаевича Муравьёва-Амурского (1809—1881).

## География
Село Муравьёвка стоит на правом берегу реки Гильчин (левый приток Амура), в 10 км до её устья.
Дорога к селу Муравьёвка идёт на юго-запад от районного центра Тамбовского района села Тамбовка (через сёла Раздольное и Гильчин), расстояние — 44 км.
Село Резуновка стоит на левом берегу реки Гильчин, напротив Муравьёвки.
От села Муравьёвка на северо-запад идёт дорога к селу Корфово.

## Население
| 2002 | 2010 | 2012 | 2013 | 2014 | 2015 | 2016 |
| ---- | ---- | ---- | ---- | ---- | ---- | ---- |
| 617  | ↘530 | ↘505 | ↘494 | ↗497 | ↘493 | ↘490 |
| 2017 | 2018 |      |      |      |      |      |
| ↘484 | ↘480 |      |      |      |      |      |

По данным переписи 1926 года по Дальневосточному краю, в населённом пункте числилось 160 хозяйств и 980 жителей (518 мужчин и 462 женщины), из которых преобладающая национальность — украинцы (67 хозяйств).